# Ayers House (Adelaide)
Ayers House je historický zámek ve městě Adelaide v Jižní Austrálii. Nachází se v oblasti Severní Terasy a je pojmenován po siru Henrym Ayersovi, který byl pětkrát premiérem Jižní Austrálie a bohatým průmyslníkem, jenž tu žil od roku 1855 až do své smrti roku 1897.
Plány pro historický dvoupodlažní zámek byly navrženy v roce 1846 pro Williama Paxtona, adelaidského chemika. V roce 1855 budovu koupil sir Henry a v průběhu několika let ji přeměnil na zámek. Dům je postaven z místní modré břidlice v lehce anglickém stylu. Navržen byl Georgem Strickland Kingstonem a byl jeden z prvních domů v Adelaide, který byl vybaven plynovým osvětlením. Během doby, kdy byl sir Henry Ayers premiérem, byl dům využíván pro jednání vlády a politické večeře.
Prostory zámku mají ručně malované stropy a do dřeva vyražené pamětihodnosti z rodiny Ayersů, které mají demonstrovat bohatství v době, kdy byl dům postaven. Sir Henry Ayers také přikázal stavbu suterénu, aby mohl uniknout před horkým létem v Adelaide.
Vzhledem k zaměstnání sira Henryho Ayerse ve vládě bylo sídlo i po jeho smrti státem využíváno pro mnoho funkcí, například jako taneční sál, klub pro zraněné vojáky (1918–1922) i jako kavárna (1914–1932). Státní vláda koupila nemovitost v roce 1926 a přestavěla ji na koleje pro sestry studující na státním vzdělávacím zařízení pro zdravotní sestry, které leží naproti nemocnice Royal Adelaide. V roce 1946 byly přistavěny další koleje, které byly zrušeny v roce 1973. Ayersův dům přestal sloužit jako koleje pro sestry v roce 1969.
Ayersův dům je v současné době ve vlastnictví organizace National Trust (národní bohatství) Jižní Austrálie. Posledních 30 let je využíván jako podnikové centrum, restaurace a muzeum. K vidění jsou kostýmy, příbory, umělecká díla, nábytek, stejně jako 300kg lustr a další. Nabízí také místo pro společenské rauty. National Trust v roce 1970 vyboural ložnice a koupelny, aby se vytvořil prostor pro vybavení kuchyně a ze stájí se tak mohla stát restaurace.